# Svartoxbär
Svartoxbär (Cotoneaster niger) är en växtart i familjen rosväxter. 